# Holocaust (sèrie de televisió)
Holocaust és una minisèrie de televisió, emesa en 1978 a la cadena estatunidenca NBC.

## Format
La sèrie fou presentada en quatre parts per la NBC:
- Part 1: The Gathering Darkness (emesa el 16 d'abril de 1978)
- Part 2: The Road to Babi Yar (emesa el 17 d'abril de 1978)
- Part 3: The Final Solution (emesa el 18 d'abril de 1978)
- Part 4: The Saving Remnant (emesa el 19 d'abril de 1978)

## Argument
Narra la història de l'Holocaust des de la perspectiva dels Weiss, una família de jueus alemanys així com des de la perspectiva de la família Dorf, un dels membres de la qual, Erik, acaba convertint-se en oficial de les Schutzstaffel.
La família Weiss està integrada pel mèdic cirurgià Dr. Josef Weiss; la mare (pianista de talent), Berta Weiss; els seus fills, Karl Weiss, un artista (pintor) casat amb una dona alemanya i cristiana anomenada Inga Helms-Weiss (Meryl Streep); Rudi Weiss, un jugador de futbol rebel i independent i Anna Weiss, la filla menor, també pianista. Al llarg de la sèrie, cadascun dels membres de la família experimentarà els horrors de l'holocaust, i un terrible final, amb l'excepció d'Inga i Rudy.
Anna Weiss, traumatitzada després de ser violada per agents de la Gestapo és executada amb monòxid de carboni al costat d'altres malalts de diverses malalties mentals i psicològiques, d'acord amb la política d'"eugenèsia" aplicada a l'Alemanya nazi de finalitats dels anys 30' del segle xx. Als familiars els havien dit que seria ingressada a un sanatori. Després van ser informats per escrit que la seva mort es va deure a pneumònia.
Rudi Weiss, el més rebel de la família, s'escapa de casa seva una matinada, i després de llarg periple ple d'aventures, aconsegueix sobreviure com a guerriller, encara que no així la seva esposa txeca, Helena Slomova, qui mor en un enfrontament a trets amb soldats nazis. Creient-la encara viva, tracta de reanimar-la, però és apallissat, capturat i internat en el camp de concentració de Sobibor del qual escapa espectacularment.
El Dr. Josef Weiss és enviat a Auschwitz juntament amb la seva dona i acaben en la cambra de gas.
Karl Weiss, després de passar per diversos camps de concentració, mor a Auschwitz hores abans que el camp fos alliberat, a causa de fam i per les seqüeles de les tortures a les quals va ser sotmès a Theresienstadt. Estant allí va aconseguir fer moltes pintures amb carbó que van sobreviure.
Inga sacrifica la seva llibertat per a unir-se a Karl a Theresienstadt on li han encarregat que s'ocupi de les activitats artístiques. De forma desesperada, persegueix Karl per diversos camps de concentració, com Buchenwald, però Inga només aconsegueix que li lliurin les cartes d'ell si consent mantenir relacions sexuals amb un sergent de les SS. Quan tots dos es reuneixen a Theresienstadt, ella queda embarassada.
Erik Dorf (Michael Moriarty), un advocat de Berlín, és un altre dels personatges importants. Al no trobar treball, a instàncies de la seva dona s'afilia a les SS i es transforma d'un home decent i honrat en un assassí sense escrúpols al comandament de les operacions de gasejat en els camps d'extermini. Sofreix una crisi de consciència a meitat de la guerra, però la seva esposa novament l'insta a seguir endavant. En finalitzar la guerra és capturat per l'exèrcit estatunidenc i acaba llevant-se la vida abans de ser sotmès a judici, ingerint una càpsula d'àcid prúsic oculta en el plec intern del turmell dels pantalons, al moment menys pensat de l'oficial estatunidenc que l'interrogava.
La sèrie finalitza amb imatges de Rudi jugant al futbol amb nens grecs orfes en un ja alliberat Theresienstadt.

## Repartiment
- Fritz Weaver: Josef Weiss
- Rosemary Harris: Berta Palitz-Weiss
- James Woods: Karl Weiss
- Meryl Streep: Inga Helms-Weiss
- Joseph Bottoms: Rudi Weiss
- Michael Moriarty: Erik Dorf
- Ian Holm: Heinrich Himmler
- Sam Wanamaker: Moses Weiss
- Blanche Baker: Anna Weiss
- David Warner: Reinhard Heydrich
- Tovah Feldshuh: Helena Slomova
- Tom Bell: Adolf Eichmann
- Hans Meyer: Ernst Kaltenbrunner
- David Daker: Rudolf Hess
- John Rees: Artur Nebe
- John Bailey: Hans Frank
- Anthony Haygarth: Heinrich Müller
- Murray Salem: Mordechaj Anielewicz
- Lee Montague: Oncle Sacha
- Robert Stephens: Kurt Dorf
- Deborah Norton: Martha Dorf
- George Rose: Monsieur Levy
- Käte Jaenicke: Madame Levy
- Michael Beck: Hans Helms
- Jeremy Levy: Aaron
- T.P. McKenna: Paul Blobel
- Nigel Hawthorne: Otto Ohlendorf
- Sean Arnold: Hermann Höfle
- Erwin Steinhauer: typiste de Buchenwald
- Llewellyn Rees: Père Bernhard Lichtenberg

## Repercussions
Holocaust es va emetre en cinc capítols entre el 16 i el 19 d'abril de 1978, i va aconseguir una enorme popularitat, aconseguint una quota de pantalla del 49%. També va ser seguida amb molt d'interès a Europa, especialment en la República Federal d'Alemanya, on es va emetre al gener de 1979.
La sèrie va donar lloc a una controvèrsia, en ser acusada de trivialitzar el Holocaust. Elie Wiesel va escriure a The New York Times que la sèrie era: "Incerta, ofensiva, barata: com a producció de televisió, la pel·lícula és un insult per als que van morir i per als que van sobreviure."
A principis dels 80, Televisió Nacional de Xile compra la sèrie, no obstant això, aquesta és guardada en la videoteca del Canal i finalment és emesa en 1990, després de l'arribada de la Democràcia. La censura a la sèrie per part de les autoritats de la dictadura cívico-militar va ser la raó per la qual Antonio Vodanovic, llavors gerent de programació i producció de TVN renunciés al càrrec.

## Premis
Holocaust va aconseguir el Premi Emmy a la millor sèrie a més de d'altres per a Streep, Moriarty, Blanche Baker, Chomsky i Green.

## Localitzacions
La sèrie es va rodar a Àustria i Berlín Occidental.

## La sèrie a Espanya
La sèrie a Espanya es va emetre entre el 22 i el 29 de juny de 1979, aconseguint, igual que en altres països, una enorme repercussió, fent-se amb el TP d'Or 1979 a la millor sèrie estrangera.